# Lâu đài Landštejn
Lâu đài Landštejn (tiếng Séc: Landštejn, tên gọi trước đây: Lanštýn hoặc Landštýn) là tàn tích đồ sộ của một lâu đài thời Trung cổ, tọa lạc ở thị trấn Jindřichův Hradec, vùng Nam Bohemia, Cộng hòa Séc. Công trình này có tên trong danh sách các di tích văn hóa của Cộng hòa Séc. Hiện nay, lâu đài Landštejn là một trong những di tích được nhiều du khách ghé thăm nhất ở vùng Nam Bohemia.

## Lịch sử
Theo các văn bản lịch sử vào thế kỷ 13, một lâu đài mang phong cách Romanesque thuộc sở hữu của các thành viên trong một gia tộc lớn, được gọi là các lãnh chúa của Landštejn. Trong các thế kỷ tiếp theo, lâu đài lần lượt qua tay nhiều chủ sở hữu khác nhau. Trong các cuộc chiến tranh Hussite, lâu đài bị thiêu rụi một phần, nên sau đó lâu đài được xây dựng lại theo phong cách hậu Gothic. Sau đó, lâu đài Landštejn bị tàn phá trong một trận hỏa hoạn năm 1771. Người dân địa phương bắt đầu tháo dỡ các tàn tích để lấy vật liệu xây dựng.
Trước năm 1945, những người sinh sống cuối cùng ở lâu đài này là gia đình Sternbach. Sau khi Chiến tranh thế giới thứ hai kết thúc, lâu đài trở thành tài sản nhà nước. Toàn bộ công trình bắt đầu được tái thiết vào năm 1972. Từ năm 1990, lâu đài Landštejn mới được phép mở cửa để đón du khách đến tham quan.

## Hình ảnh

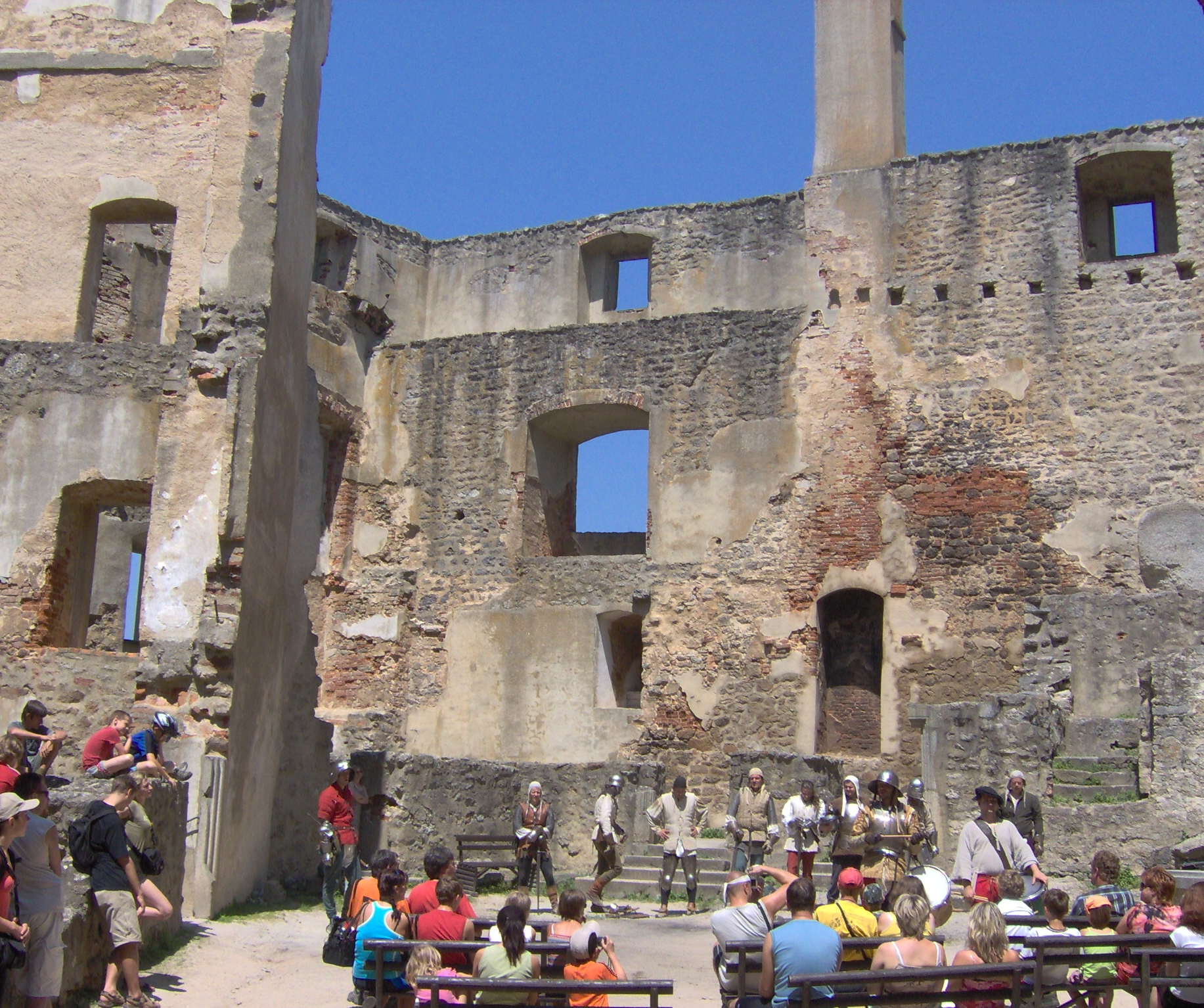
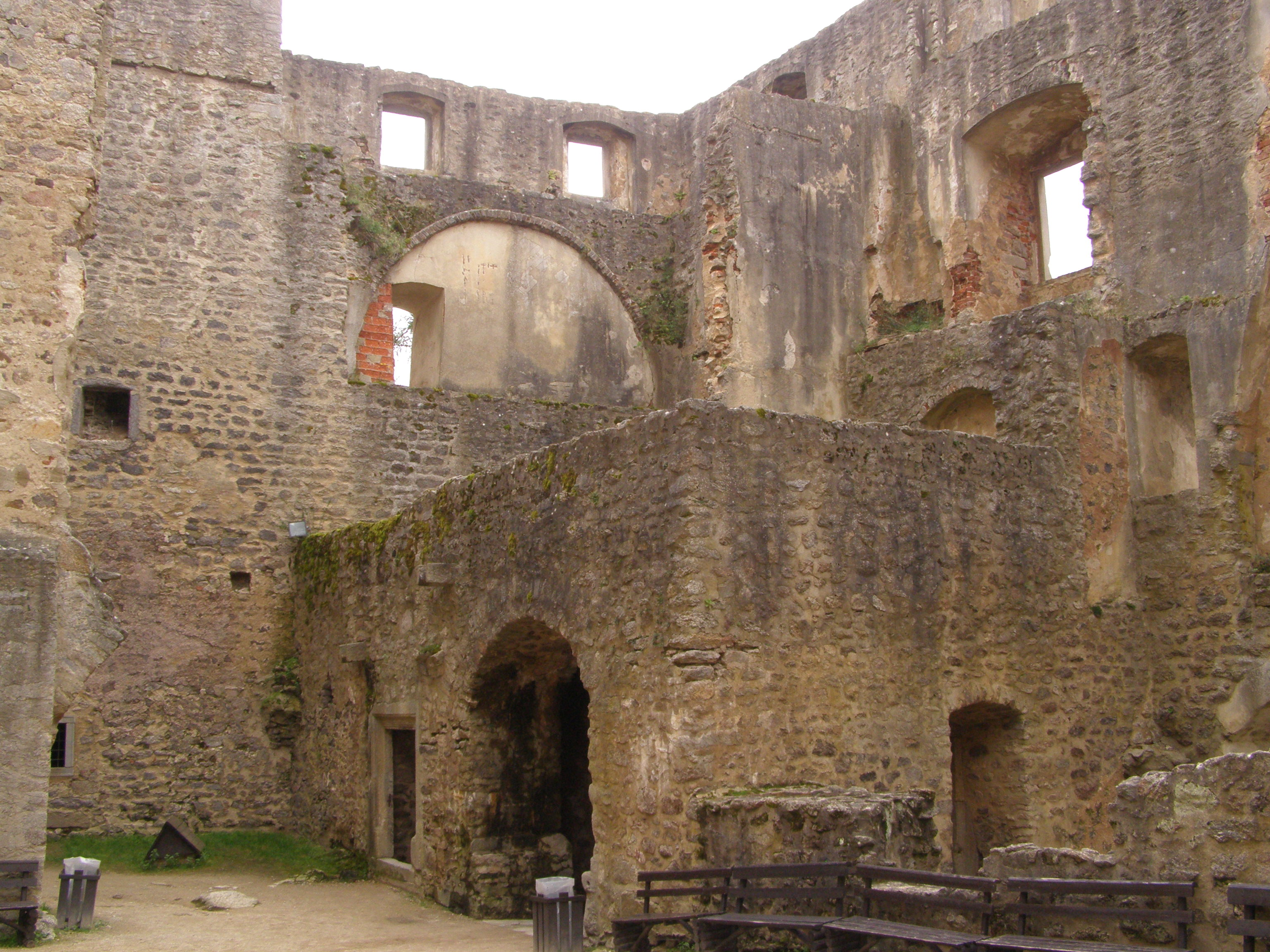
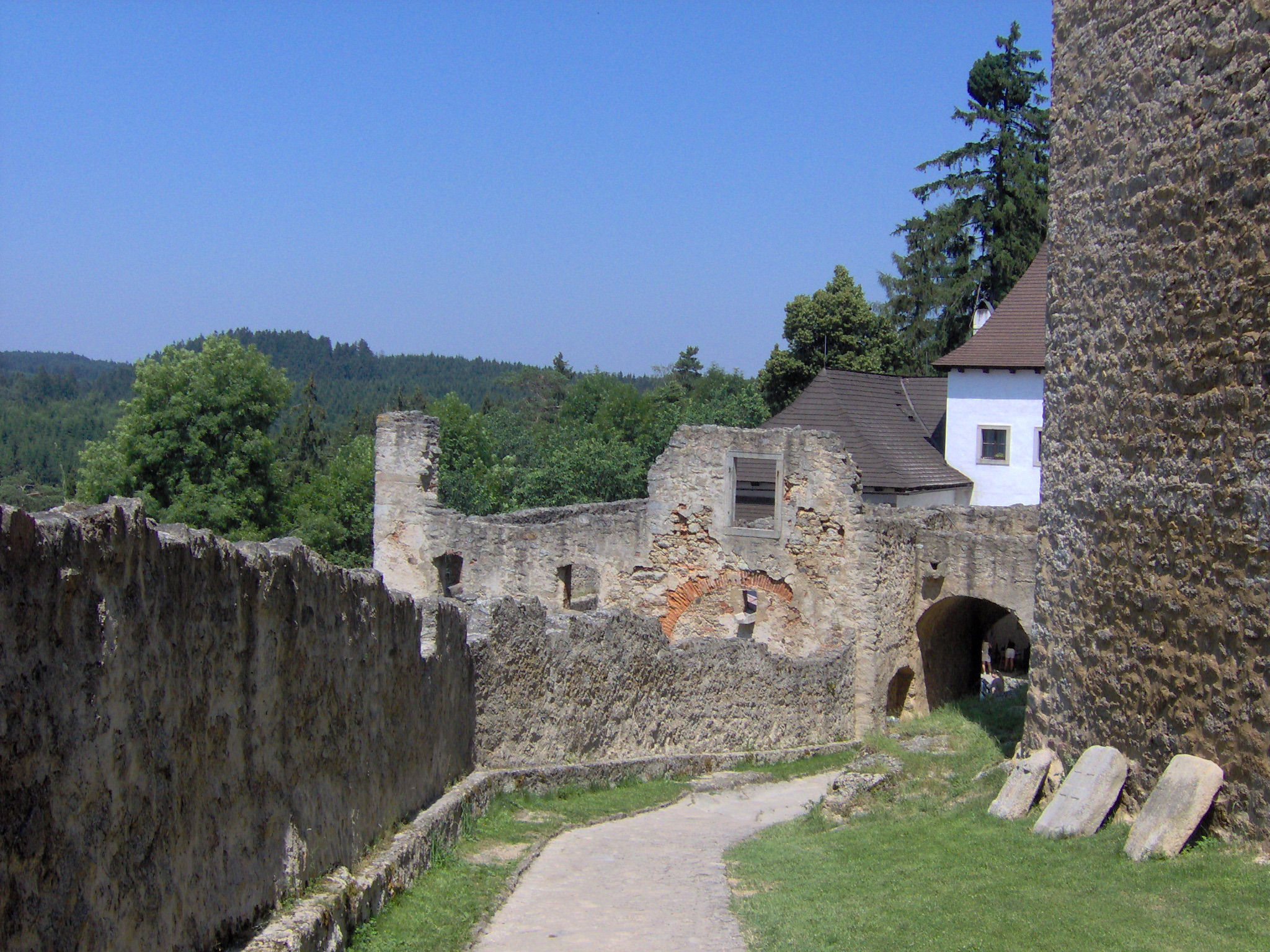
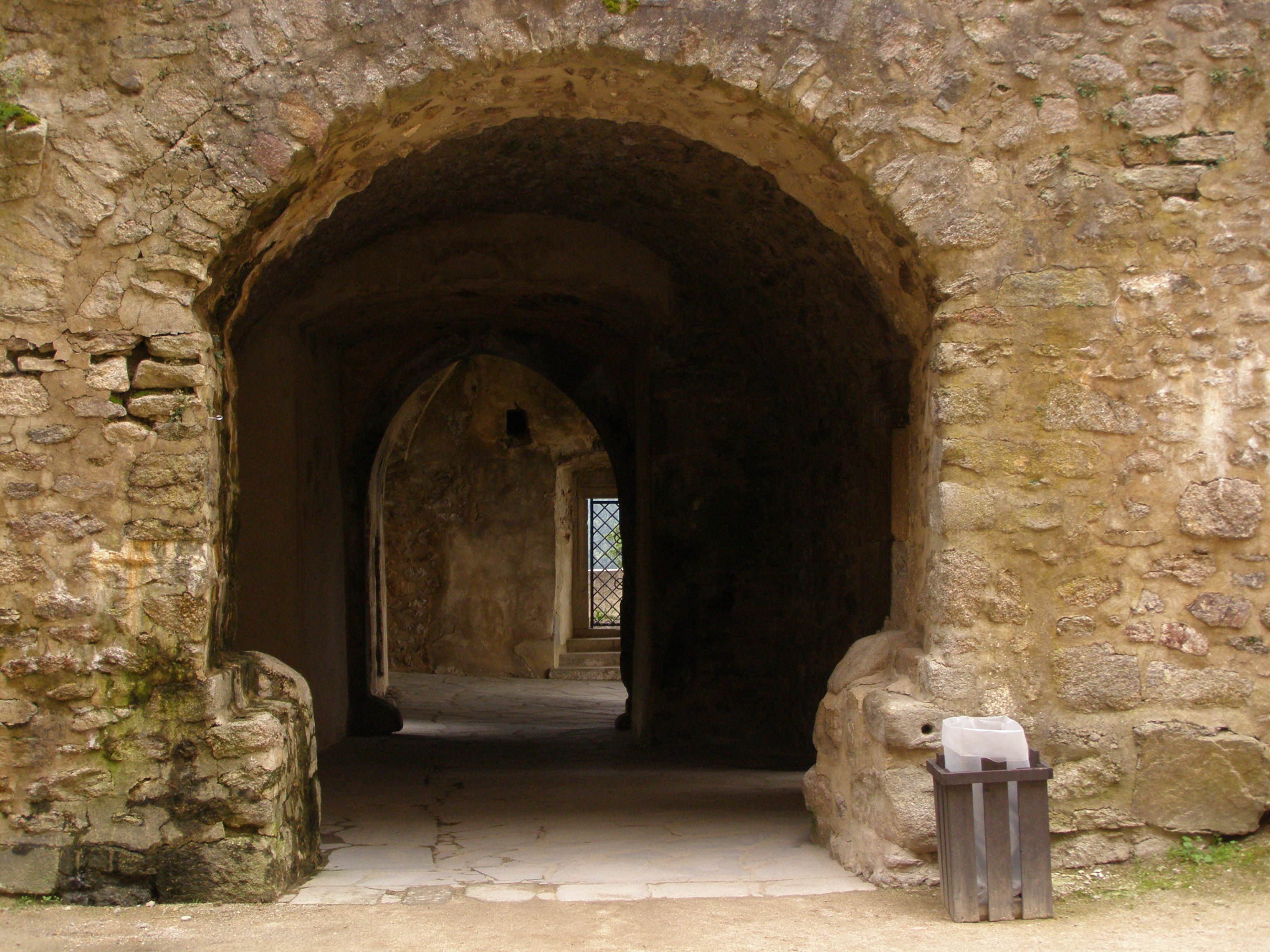
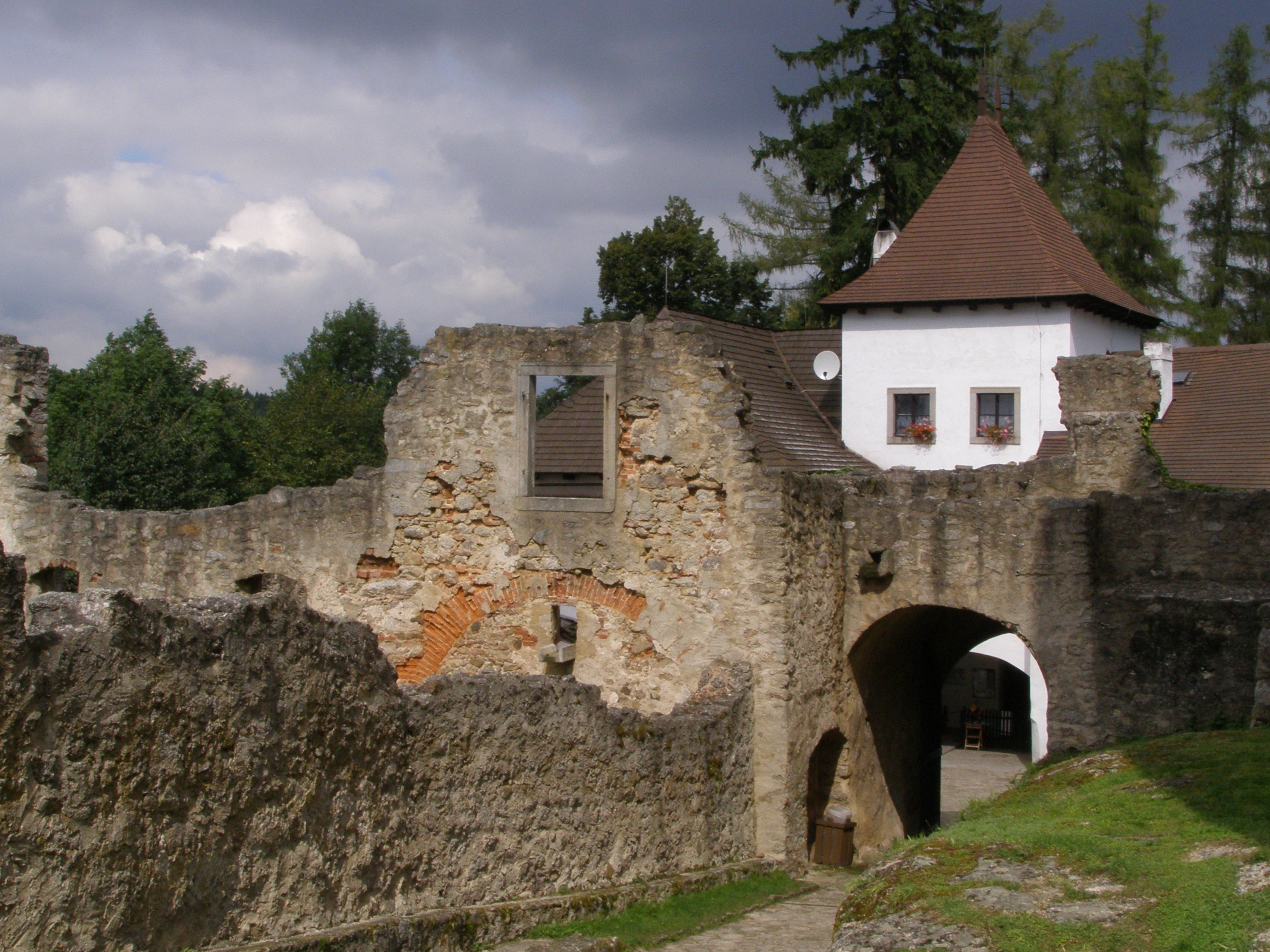
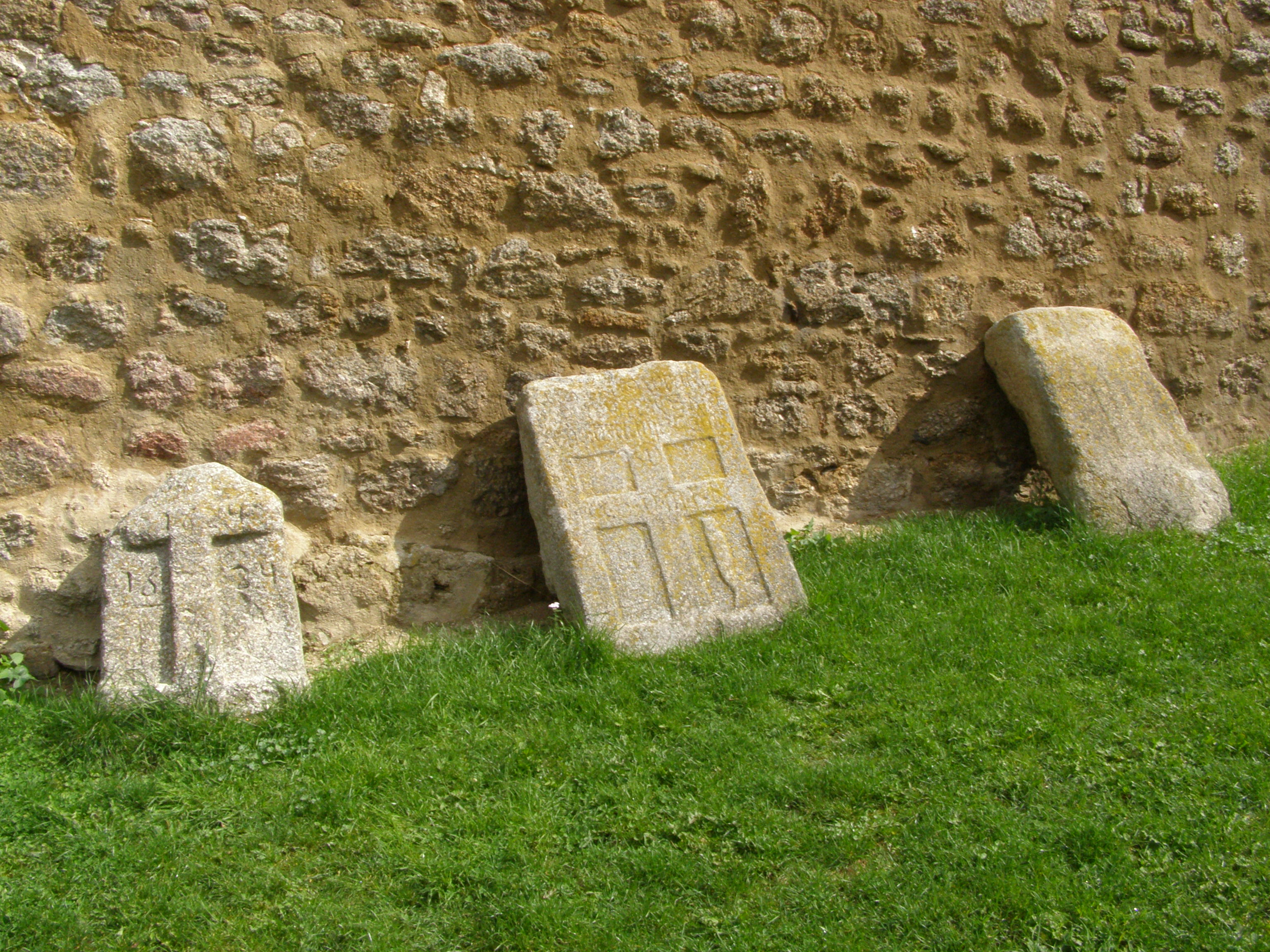
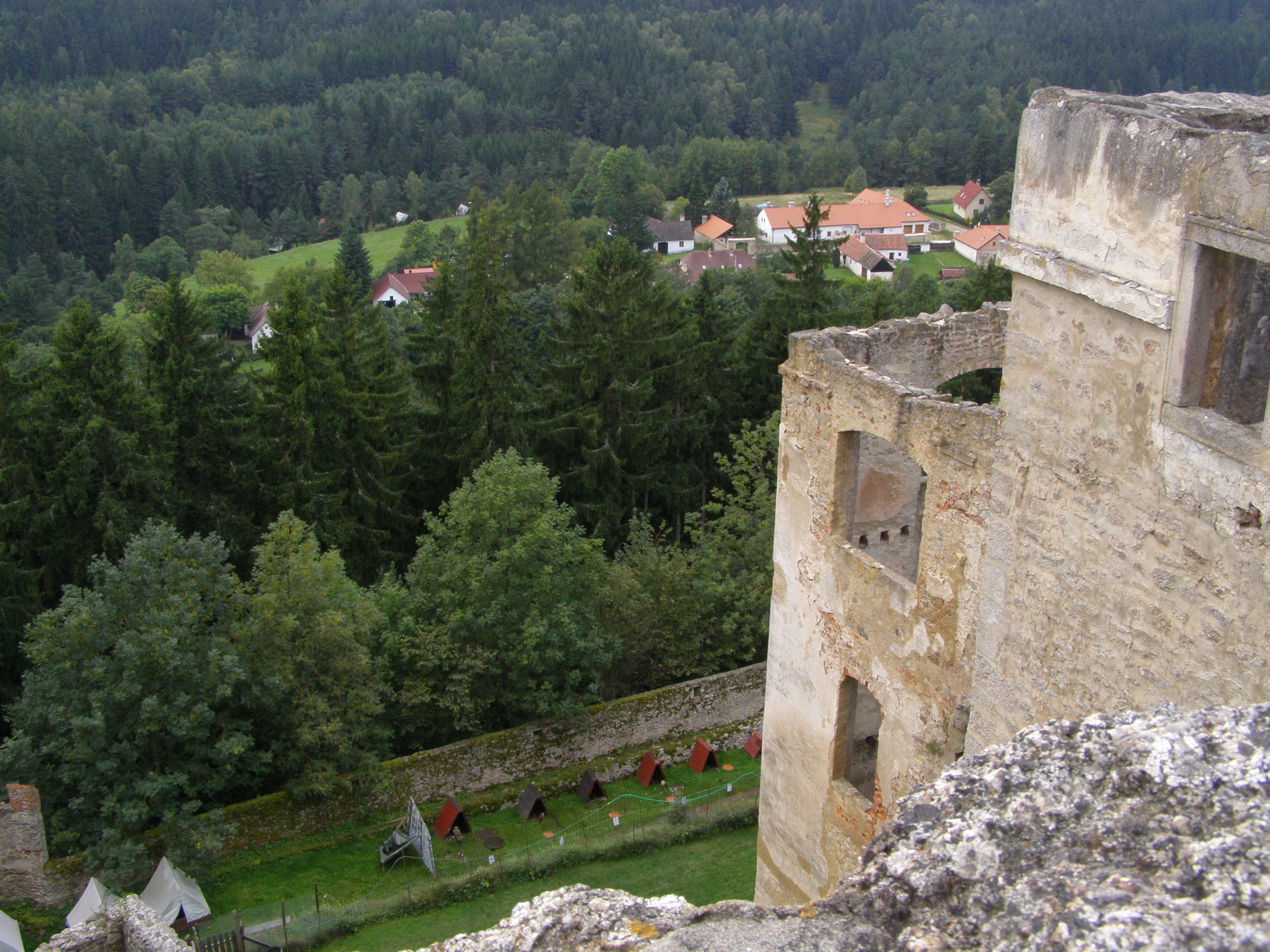
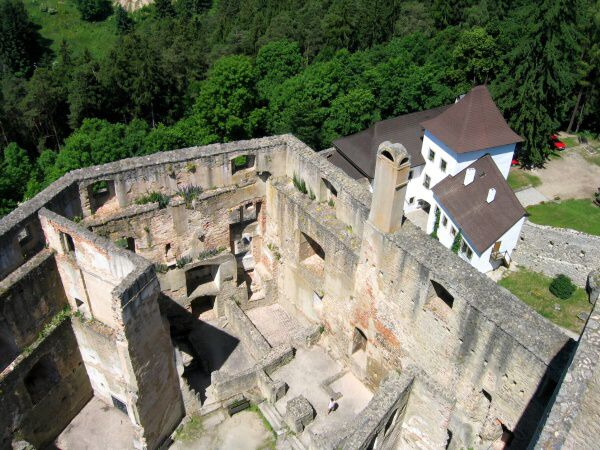

## Thống kê
| Năm  | Số lượng khách |
| ---- | -------------- |
| 2012 | 38 290         |
| 2013 | 33 004         |
| 2015 | 36 837         |
| 2016 | 49 742         |
| 2017 | 54 936         |
| 2018 | 58 452         |